# Gervase de Peyer
Gervase Alan de Peyer (* 11. April 1926 in London; † 4. Februar 2017) war ein britischer Klarinettist und Dirigent.

## Leben
Gervase de Peyer studierte an der Bedales School. Er gewann dort ein Stipendium für das Royal College of Music, wo er Klarinette bei Frederick Thurston und Klavier bei Arthur Alexander studierte. Gegen Ende des Zweiten Weltkriegs diente er in der Royal Marines Band Service. Nach dem Krieg kehrte er an das Royal College of Music zurück und begann zwei Jahre später, in Paris bei Louis Cahuzac zu studieren.
1950 war er einer der Musiker, die das Melos Ensemble gründeten, mit dem er bis 1974 spielte. Er leitete das Aufnahmeprogramm des Ensembles mit EMI von 1963 bis 1973.
Josef Krips gewann ihn 1956 als Ersten Klarinettisten für das London Symphony Orchestra. Er spielte mit dem LSO bis 1973.  Er dirigierte das English Chamber Orchestra, das London Symphony Orchestra, die Melos Sinfonia und das London Symphony Orchestra Wind Ensemble. 1959 begann er, an der Royal Academy of Music zu lehren.
Seit den 1970er Jahren lebte er in den USA. Er war 1969 Gründungsmitglied von The Chamber Music Society of Lincoln Center in New York und spielte 20 Jahre mit dem Ensemble.

## Musik
Gervase de Peyer spielte die Uraufführung von Klarinettenkonzerten der Komponisten Arnold Cooke, Sebastian Forbes, Alun Hoddinott, Joseph Horovitz, Thea Musgrave, Elizabeth Maconchy, William Mathias und Edwin Roxburgh. 1987 spielte er die Uraufführung der Sonata for Clarinet Solo von Miklós Rózsa. Er war Solist der Konzerte von Aaron Copland und Paul Hindemith unter Leitung der Komponisten.